# Julia K. Wetherill Baker
Julia K. Wetherill Baker (ur. 15 lipca 1858 w Woodville w stanie Missisipi, zm. 25 lipca 1931 w Nowym Orleanie) – pisarka i poetka amerykańska.
Nauki pobierała w Filadelfii, a w roku 1884 przeprowadziła się do Nowego Orleanu. W 1886 wyszła za mąż za Mariona A. Bakera, wydawcę czasopisma New Orleans Times-Democrat. Poetka została edytorką niedzielnego wydania pisma. Pisała recenzje literackie, teatralne i muzyczne. Podpisywała się przeważnie Julia K. Wetherill.